# Periclimenes amethysteus
Periclimenes amethysteus är en kräftdjursart som först beskrevs av Risso 1827.  Periclimenes amethysteus ingår i släktet Periclimenes och familjen Palaemonidae. Inga underarter finns listade i Catalogue of Life.